# Bosroger
Bosroger är en kommun i departementet Creuse i regionen Nouvelle-Aquitaine i de centrala delarna av Frankrike. Kommunen ligger i kantonen Bellegarde-en-Marche som tillhör arrondissementet Aubusson. År 2022 hade Bosroger 117 invånare.

## Befolkningsutveckling
Antalet invånare i kommunen Bosroger
Referens:INSEE